# Steve McQueen (regissör)

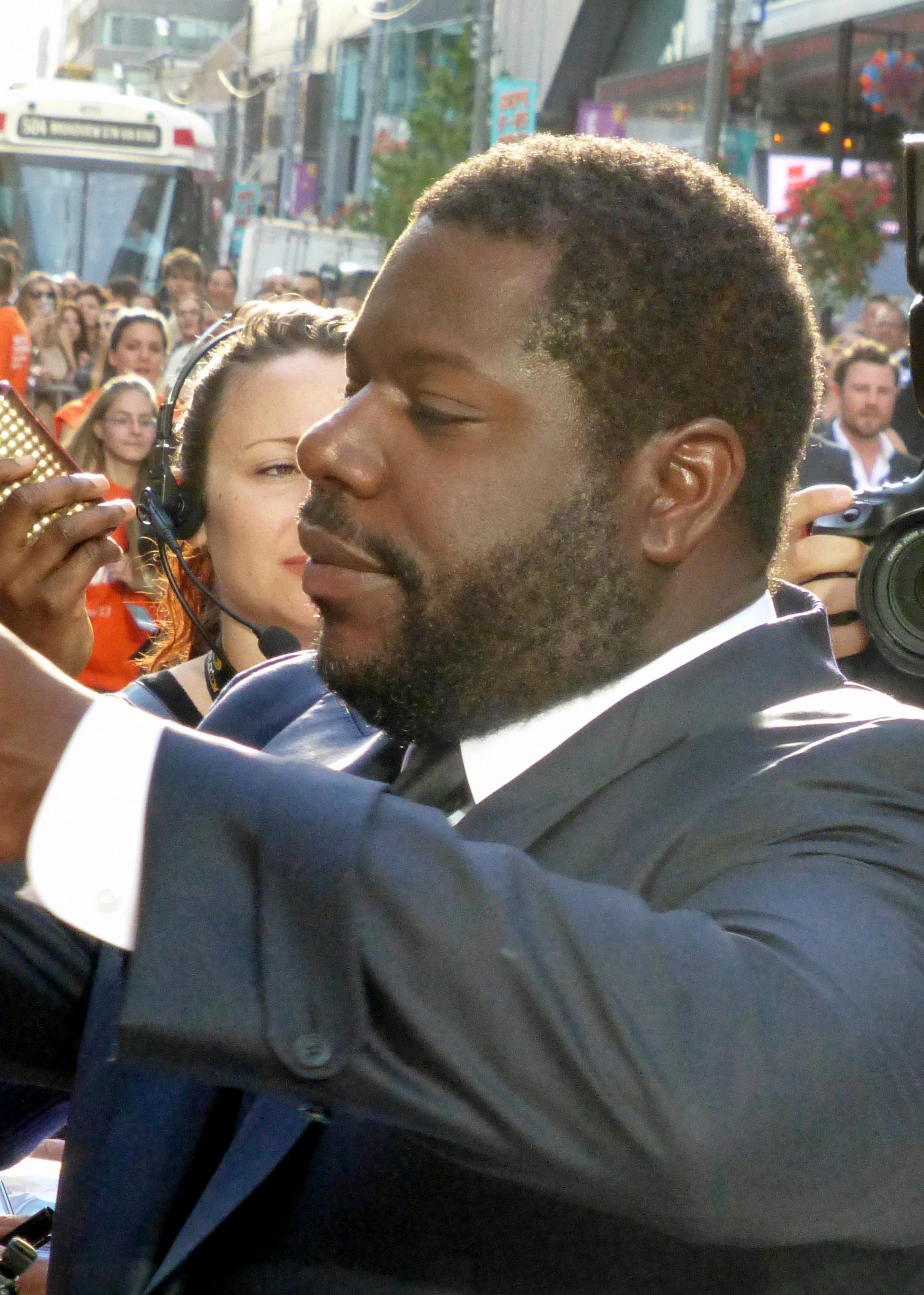
Steve McQueen, 2013.

Steven Rodney "Steve" McQueen, född 9 oktober 1969 i London, är en brittisk filmregissör, manusförfattare och konstnär.

## Biografi
Steve McQueen växte upp i Ealing i västra London i en arbetarklassfamilj av västindisk härkomst. 1993 avslutade han sina studier vid konstskolan Goldsmiths College. Som konstnär arbetar McQueen främst med rörlig bild. Han uppmärksammades för sin examensfilm Bear. 1999 vann han Turnerpriset för sitt arbete med videoinstallationer och utställningar vid Institute of Comtemporary Arts i London. 2009 representerade han Storbritannien vid Venedigbiennalen med sitt verk Giardini.
2008 långfilmsdebuterade Steve McQueen med Hunger vilken uppmärksammades stort och bland annat tilldelades Caméra d'Or vid Cannesfestivalen samma år. Även hans nästa film Shame (2011) mötte god kritik och vann priser vid Filmfestivalen i Venedig samt fick en Golden Globe-nominering. Michael Fassbender har spelat huvudrollen i båda filmerna.
McQueens tredje film, 12 Years a Slave (2013), är en filmatisering av boken med samma namn skriven av Solomon Northup. Boken skrevs 1853 och baserar sig på verkliga händelser. Chiwetel Ejiofor spelar huvudrollen mot bland andra Michael Fassbender, Brad Pitt och Benedict Cumberbatch. Filmen blev väl mottagen av både kritik och publik och nominerades till många priser, bland annat nio Oscars vid Oscarsgalan 2014 varav den vann tre; Bästa film, Bästa manus efter förlaga och Lupita Nyong'o utsågs till Bästa kvinnliga biroll. McQueen var även nominerad i kategorin Bästa regi.
År 2010 skrev McQueen på för att göra långfilm av nigerianska musikern och politiska aktivisten Fela Kutis liv.
Sedan 1997 bor McQueen i Amsterdam med sin partner kulturkritikern Bianca Stigter och deras två barn.

## Filmografi

### Biofilmer
| År   | Film             | Roll     | Roll            | Roll      |
| År   | Film             | Regissör | Manusförfattare | Producent |
| ---- | ---------------- | -------- | --------------- | --------- |
| 2008 | Hunger           | Ja       | Ja              | Nej       |
| 2011 | Shame            | Ja       | Ja              | Nej       |
| 2013 | 12 Years a Slave | Ja       | Nej             | Ja        |
| 2018 | Widows           | Ja       | Ja              | Ja        |

### TV-filmer
| År   | Film                 | Roll     | Roll            | Roll      |
| År   | Film                 | Regissör | Manusförfattare | Producent |
| ---- | -------------------- | -------- | --------------- | --------- |
| 2020 | Small Axe (antologi) | Ja       | Ja              | Ja        |

### Kortfilmer
| År   | Film               | Roll     | Roll            | Roll      |
| År   | Film               | Regissör | Manusförfattare | Producent |
| ---- | ------------------ | -------- | --------------- | --------- |
| 1993 | Bear               | Ja       | Ja              | Ja        |
| 1995 | Five Easy Pieces   | Ja       | Ja              | Ja        |
| 1996 | Just Above My Head | Ja       | Ja              | Ja        |
| 1996 | Stage              | Ja       | Ja              | Ja        |
| 1997 | Exodus             | Ja       | Ja              | Ja        |
| 1997 | Deadpan            | Ja       | Ja              | Ja        |
| 2001 | Girls, Tricky      | Ja       | Ja              | Ja        |
| 2002 | Illuminer          | Ja       | Ja              | Ja        |
| 2002 | Western Deep       | Ja       | Ja              | Ja        |
| 2004 | Charlotte          | Ja       | Ja              | Ja        |
| 2007 | Gravesend          | Ja       | Ja              | Ja        |
| 2009 | Giardini           | Ja       | Ja              | Ja        |
| 2009 | Static             | Ja       | Ja              | Ja        |